# 魔法喵學院
《魔法喵學院》是一款由Google塗鴉製作、於2016年10月30日萬聖節發布的網頁遊戲。該遊戲是特別為萬聖節而設計的，可在Google首頁遊玩。遊戲當中玩家需要透過畫出符號來擊退敵人。
2020年和2024年萬聖節，Google塗鴉推出了續作，玩法大致相同，但包含不一樣的場景、敵人和符號。

## 劇情與玩法

玩家控制著魔法學校的魔法師Momo，並得透過在螢幕的任何一處畫出幽靈上方的對應符號來消滅幽靈。需畫出的符號包含橫線、直線、「v」形，「ʌ」形和閃電。

在第一代遊戲中，玩家控制著魔法學校的魔法師Momo，他意外喚出一個幽靈，幽靈偷走了魔法書，Momo必須把書搶回來。Momo在學校的圖書館、食堂、教室、體育館及屋頂等5個關卡與幽靈和Boss戰鬥。每關的最後都會出現配合該關卡風格的Boss。
玩家必須趕在幽靈攻擊到Momo前，在螢幕的任何一處畫出幽靈上方的對應符號來消滅幽靈，若被攻擊到則會損失生命值。需畫出的符號包含橫線、直線、「v」形，「ʌ」形和閃電。閃電能一口氣攻擊畫面上的所有幽靈。玩家也可以在受傷後的指定時間畫出愛心來恢復生命值。遊戲剛開始難度不高，但隨著關卡推進，需畫出的符號排列會越來越長，幽靈的數量愈來愈多，靠近Momo的速度也會加快。

## 開發
該遊戲由4個設計團隊創作，他們分別負責美術設計、策畫、製作及音樂。遊戲的原始構想與Momo製作能復活死靈的湯有關，但製作團隊認為湯與萬聖節的聯繫過於抽象，便往魔法學校的方向發展。在發展歷程中，有許多概念與點子最終不被採用，如更為複雜的符號以及Boss主廚幽靈及范恩圖幽靈。角色Momo取材自Google塗鴉成員朱莉安娜·陳（Juliana Chen）養的貓。

## 發布與評價
《魔法喵學院》於2016年10月30日萬聖節發布在Google首頁。玩家可透過社交媒體或電子郵件分享他們的分數。《Tech Times》稱讚其「有趣、迷人且可愛」，《Polygon》的歐文·S·古德（Owen S. Good）認為《魔法喵學院》是一款「令人愉快的電子遊戲」。《加拿大評論家》（Canadian Reviewer）表示，如果你無所事事，該遊戲能讓你全神貫注。
2020年5月6日，Google再度將該遊戲放上首頁，是「大受歡迎的 Google Doodle 遊戲」系列的第8部份。

## 外部連結
- 2016年版Google遊戲連結（繁體中文）
- 2016年版Google遊戲介紹連結 （页面存档备份，存于）（英文）
- 2020年版Google遊戲介紹連結 （页面存档备份，存于）（英文）
- 2024年版Google遊戲介紹連結 （页面存档备份，存于）（英文）